# Premio Internacional Medalla de Oro al mérito de la Cultura Católica
El Premio Internacional Medalla de Oro al mérito de la Cultura Católica fue creado en el año 1983 por la Escuela de Cultura Católica (Scuola di Cultura Cattolica) de Bassano del Grappa. A nivel nacional e internacional esta escuela se propone, entre otras cosas, premiar a las personalidades más importantes de cultura católica. El premio tiene carácter internacional y propone incrementar el conocimiento recíproco, señalando como los intelectuales realizan su propia labor para conseguir una identidad cristiana en la línea indicada por el papa Juan Pablo II que señaló: "fare della fede cultura".

## Premiados
- 1983,  Gianfranco Morra (sociólogo)  Universidad de Bolonia
- 1984,  Adriano Bausola (filósofo)  Università Cattolica del Sacro Cuore
- 1985,  Augusto del Noce (filósofo)  Universidad de Roma
- 1986,  Adriano Bompiani (científico)  Università Cattolica del Sacro Cuore
- 1987,  Sergio Cotta (jurista)  Universidad de Roma
- 1988,  Divo Barsotti (escritor)  Florencia
- 1989,  Cornelio Fabro (filósofo) Roma
- 1990,  Piero Pajardi (jurista)  Milán
- 1991,  Giorgio Torelli (periodista)  Milán
- 1992,  Joseph Ratzinger (Benedicto XVI)  Roma
- 1993,  Giacomo Biffi (cardenal) Bolonia
- 1994,  Vittorio Messori (periodista y escritor) Milán
- 1995,  Luigi Giussani (fundador de Comunión y Liberación)  Milán
- 1996,  René Laurentin (teólogo) -Évry (Francia)
- 1997,  Irina Jlovajskaja Alberti (escritora)  Rusia
- 1998,  Pietro Prini (filósofo)  Roma
- 1999,  Michael Novak (economista)  Washington
- 2000,  Eugenio Corti (escritor)  Milán
- 2001,  Riccardo Muti (director de orquesta)  Milán
- 2002,  Krzysztof Zanussi (director de cine)  Polonia
- 2003,  Antonio Fazio (gobernador de Banca d'Italia)  Hanna Gronkiewicz-Waltz (Economista)
- 2004,  Cesare Cavalleri (periodista y editor)  Milán
- 2005,  Angelo Scola (cardenal)  Venecia
- 2006,  Ettore Bernabei (periodista)  Roma
- 2007,  Camillo Ruini (cardenal)  Roma
- 2008,  Mary Ann Glendon (jurista)  Universidad de Harvard
- 2009,  Francesco D'Agostino (jurista)  Roma
- 2010,  Carlo Caffarra (cardenal)  Bolonia
- 2011,  Etsuro Sotoo (escultor)  Japón
- 2012,  Ugo Amaldi (físico)
- 2013,  Luigi Negri (arzobispo)
- 2014,  Romano Scalfi (sacerdote)
- 2015, Emanuela Marinelli
- 2016, Samir Khalil Samir S.J. (sacerdote)